# Dognecea-Gebirge
Das Dognecea-Gebirge (rumänisch Munții Dognecei) ist eine Gebirgskette im Banater Gebirge, dem südlichen Teil der Westrumänischen Karpaten. Das Dognecea-Gebirge liegt im Kreis Caraș-Severin, im Südwesten Rumäniens. Der höchste Gipfel Culmea Poețiilor ist 617 Meter hoch.

## Geografische Lage
Das Dognecea-Gebirge ist leicht zugänglich, die wichtigsten Zugangspunkte sind die Ortschaften Bocșa und Reșița, die aus allen Landesteilen über die Landstraße zu erreichen sind. 
Beide Ortschaften sind auch mit der Bahn über die Strecken Timișoara-Bocșa-Reșița, Caransebeș-Reșița und Anina-Oravița-Berzovia-Bocșa-Reșița zu erreichen.

## Beschreibung
Das Dognecea-Gebirge wird im Norden von dem Pogăniș-Korridor begrenzt, im Osten befindet sich der Reșița-Korridor, im Süden das Caraș-Tal und im Westen die Dognecea-Hügeln. 
Die beiden wichtigsten Ortschaften am Fuße des Dognecea-Gebirges sind Reșița im Osten und Bocșa im Norden.
Das Dognecea-Gebirge wird in Richtung Ost-West von der Bârzava durchquert, die das Gebirge in einen nördlichen und einen südlichen Bereich unterteilt, der nördliche Bereich mit dem höchsten Gipfel Cula Arenișului mit 549 Metern und der südliche mit dem Gipfel Culmea Poețiilor, auch Culmea Mare, genannt mit 617 Metern. Der südliche Bereich wird seinerseits von der Dognecea in Richtung Nord-Süd in einen westlichen und in einen östlichen Bereich unterteilt.
Neben der Bârzava wird das Dognecea-Gebirge von den Flüssen Dognecea, Moravița, Bocșița, Ferendia und Tău durchquert.
Einige dieser Flüsse wurden zur industriellen Nutzung gestaut. So entstanden die Stauseen „Vârtoape“ und „Vârtop“ auf dem Fluss Ferendia, „Lacul Mare“ und „Lacul Mic“ auf der Dognecea und „Dănilă“ auf der Moravița. 
Die Karstlandschaft im Dognecea-Gebirge weist einzigartige Oberflächengestalten auf, wie etwa Dolinen, Schluchten oder unterirdische Formationen. Zu den 17 Höhlen zählen die Peștera Butoara Urieșilor, Peștera Casa Lotrilor und Avenul Dănilă II.
Das Naturschutzgebiet Dognecea-Wald und die Fossillagerstätte Valeapai sind die einzigen Schutzgebiete im Dognecea-Gebirge. Im Waldschutzgebiet Dognecea, das sich über eine Fläche von 315 Hektar erstreckt, stehen Eichen (Quercus) unter Naturschutz. Die Fossillagerstätte Valeapai ist ein paläontologisches Schutzgebiet und erstreckt sich über eine Fläche von 2 Hektar auf dem Areal des Dorfes Valeapai. Unter Naturschutz stehen fossile Überreste von Hohltieren (Coelenterata), Muscheln (Lamellibranchiata), Schnecken (Gastropoda), Korallen (Korállion) und Weichtieren (Mollusca).
Das Dognecea-Gebirge ist reich an Erzen. In Dognecea wurde 1720 der erste Kupferschmelzofen auf dem Territorium des heutigen Rumänien in Betrieb gesetzt.

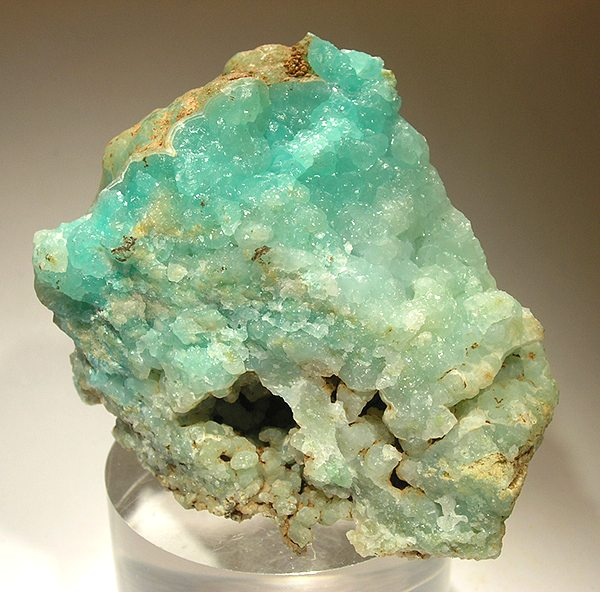
Hemimorphit
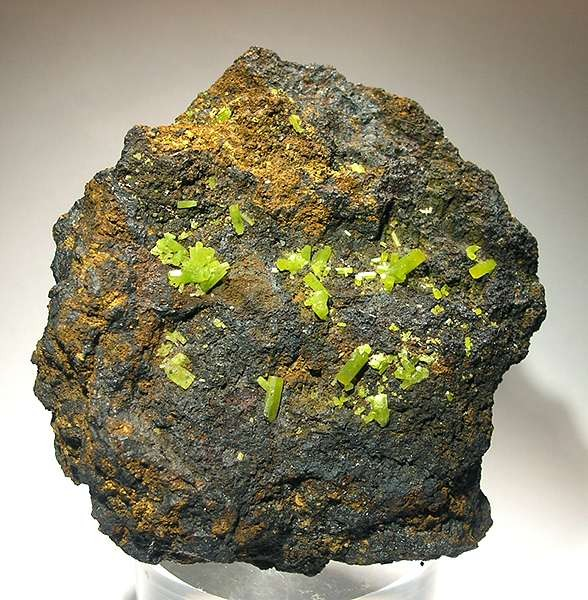
Pyromorphit
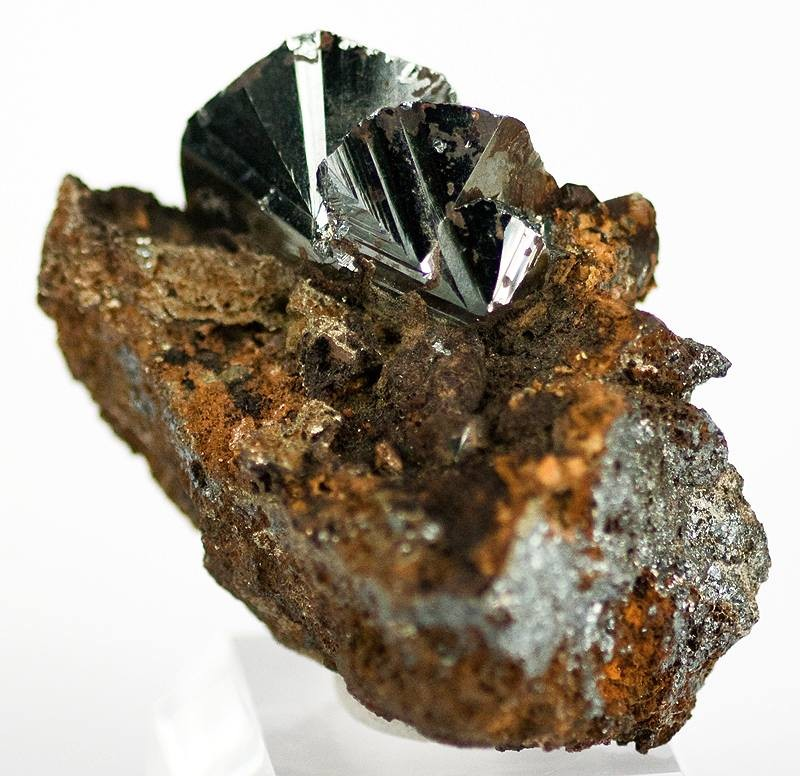
Hämatit
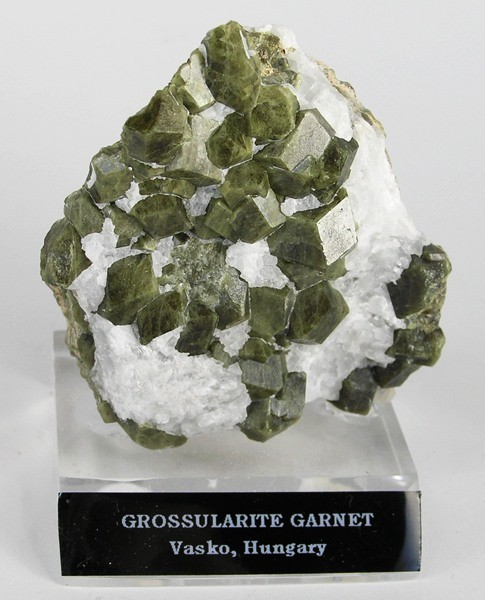
Grossular
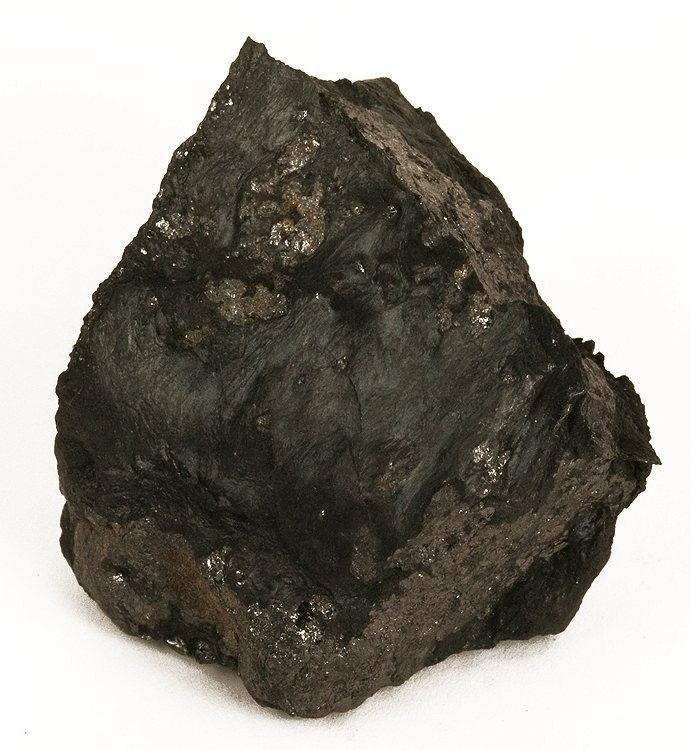
Ludwigit
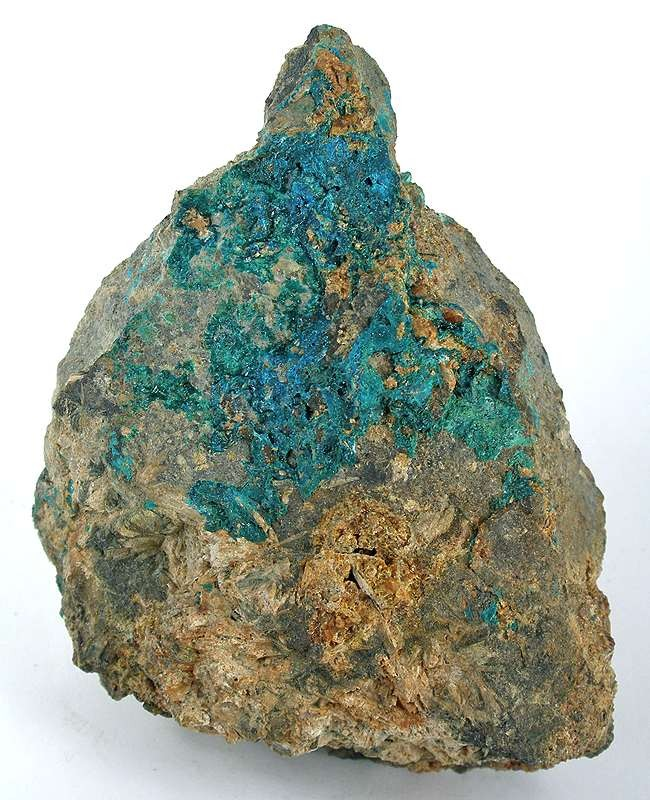
Veszelyit

## Flora und Fauna
Das Dognecea-Gebirge ist mit ausgedehnten Wäldern bedeckt. Vorherrschend sind:
Stieleiche  (Quercus robur),
Zerreiche  (Quercus cerris), 
Ungarische Eiche (Quercus frainetto),
Rotbuche  (Fagus sylvatica),
Hainbuche  (Carpinus betulus),
Gemeine Esche (Fraxinus excelsior),
Winter-Linde (Tilia cordata).
Ausgedehnte Flächen sind Weideland.
Die Fauna ist vertreten durch Säugetiere: 
Wolf (Canis lupus),
Eichhörnchen (Sciurus vulgaris),
Baummarder (Martes martes),
Wildschwein (Sus scrofa),
Reh (Capreolus capreolus),
Rotfuchs (Vulpes vulpes).
Die Ichthyofauna ist vertreten durch:
Karpfen  (Cyprinus carpio),
Döbel  (Leuciscus cephalus),
Europäischer Wels (Silurus glanis),
Karausche  (Carassius carassius).